# 圣十字修道院 (科英布拉)

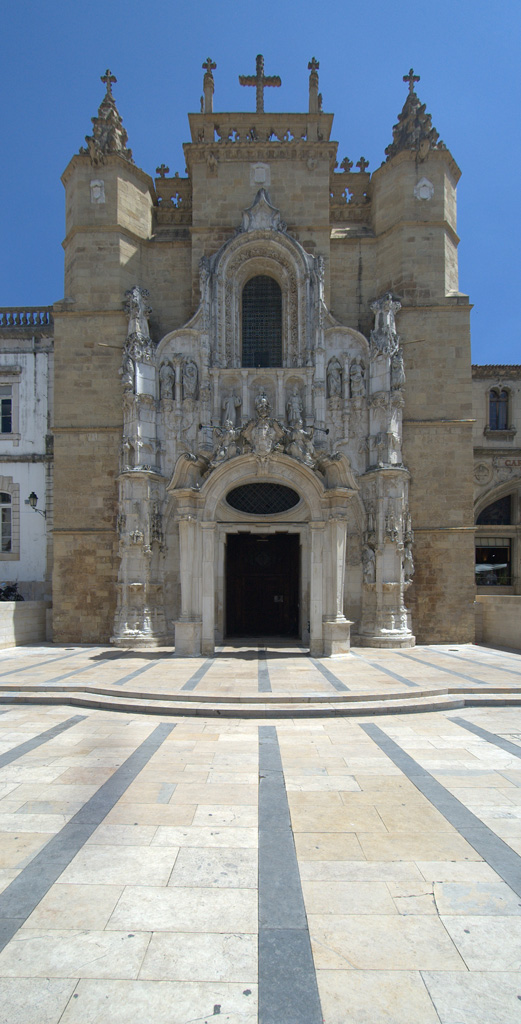
圣十字修道院

圣十字修道院（葡萄牙语：Mosteiro de Santa Cruz）是葡萄牙城市科英布拉的一个国家古迹。由于葡萄牙最初两位国王安葬于此，而具有国家先贤祠的地位。

## 历史
圣十字修道院兴建于1132年到1223年，位于科英布拉的城墙外，是葡萄牙建国初期最重要的修道院。该修道院被授予许多教宗特权和王室津贴，获得相当的财富积累，同时也巩固其政治和文化的地位，它的学校，庞大的图书馆，在中世纪得到高度尊重，是知识和权力精英的交汇点。它的写字间被国王阿方索·恩里克斯用于巩固王权，因此并不奇怪，他决定要葬在那里。
早期的罗曼式建筑什么也没有留下。据了解，他只有一个通廊，立面有一个高塔。在16世纪上半叶，曼努埃尔一世下令彻底重建修道院。
整个修道院建筑群，教堂和两位国王阿方索一世和桑乔一世的陵墓，于1530年被转移到小堂。
在整个16世纪，一些最受尊敬的建筑师、雕塑家和画家在圣十字修道院工作。
帕多瓦或里斯本的聖安多尼曾在此修道院负责招待。他迎来了在摩洛哥去世的方济各会殉道者的遗体。此后他决定抛弃生命安全，离开此修道院，加入新成立的方济各会。

圣十字修道院 - Mosteiro de Santa Cruz
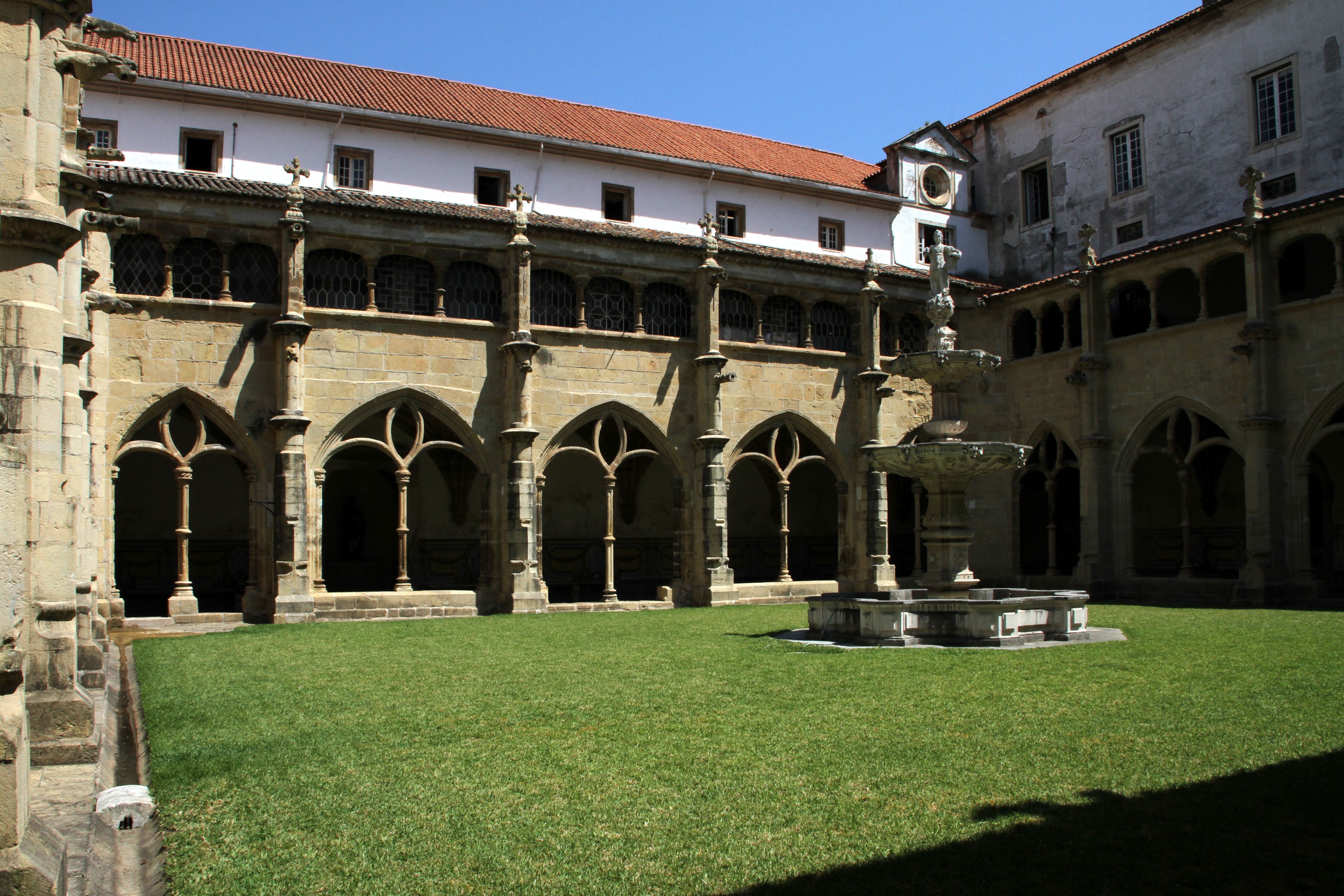
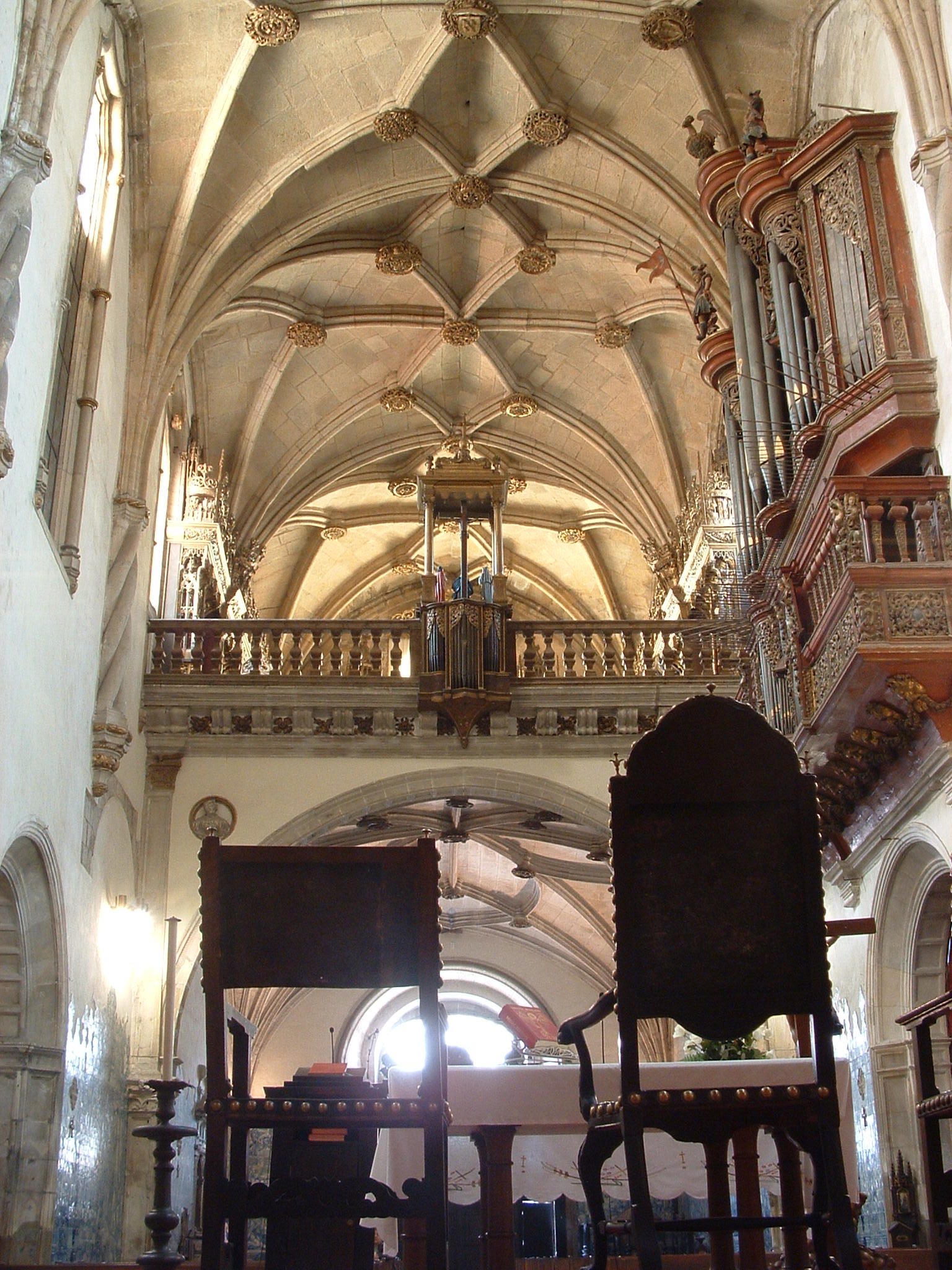
内部
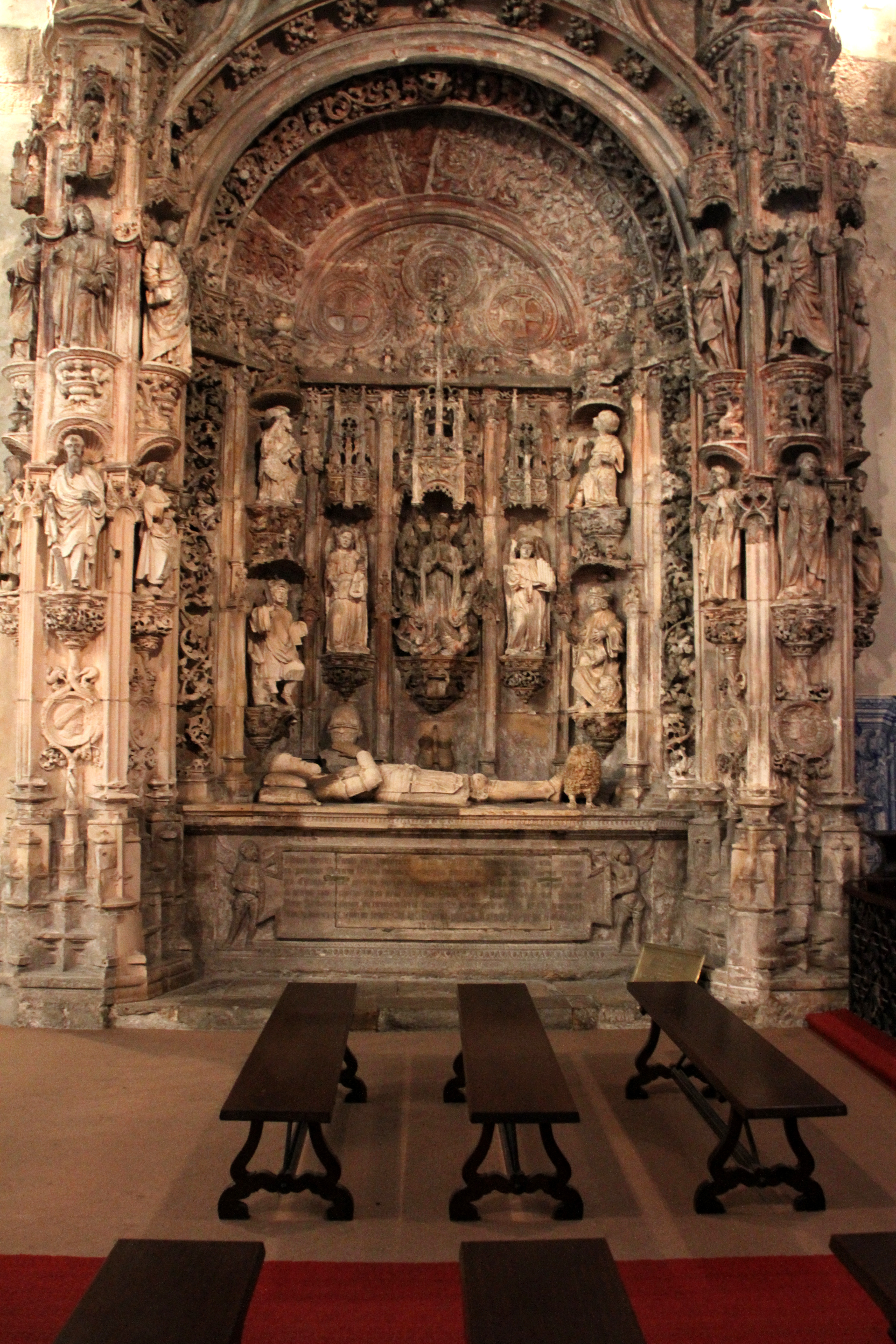
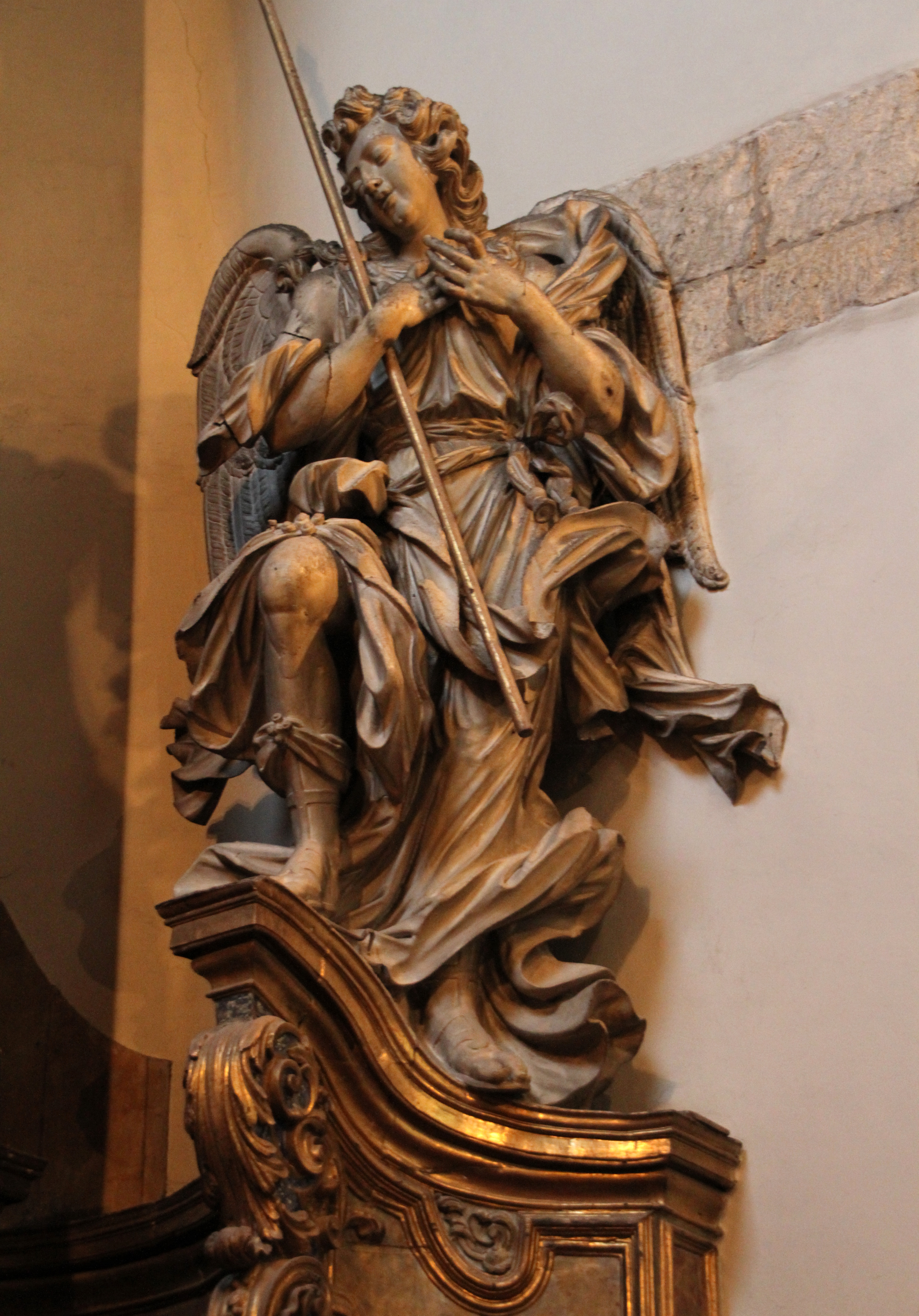
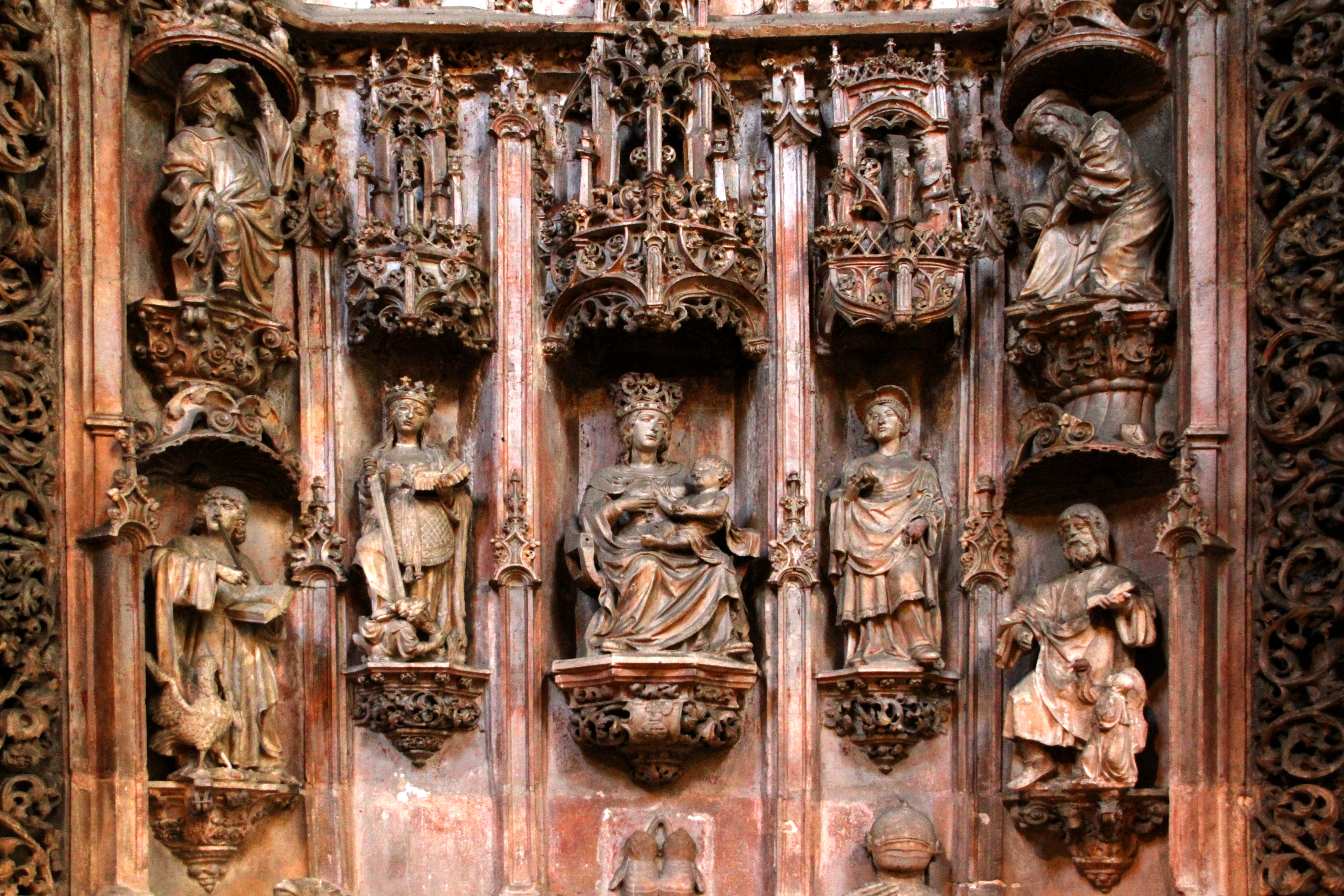
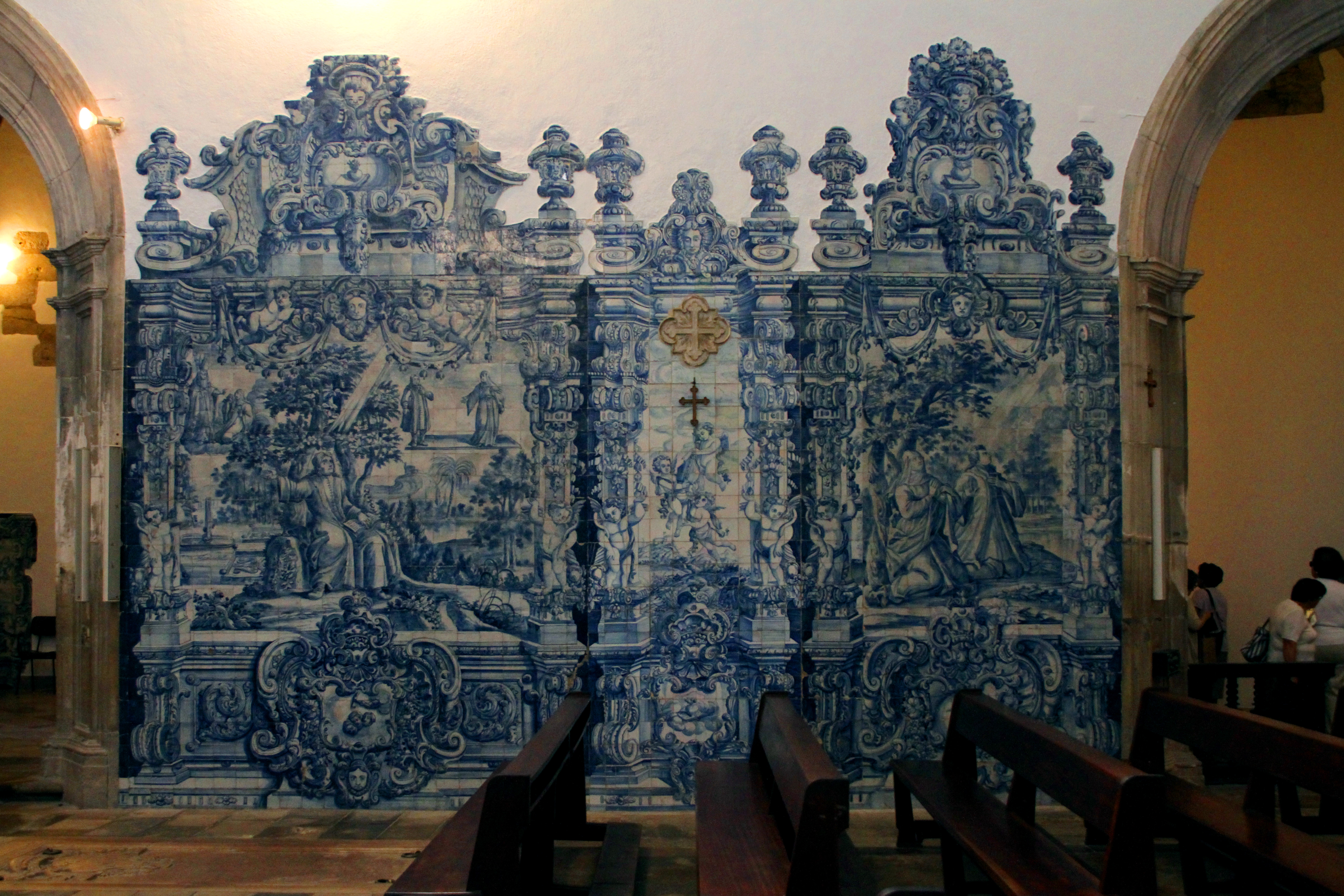

40°12′39.40″N 8°25′43.91″W / 40.2109444°N 8.4288639°W